# Rossello di Jacopo Franchi

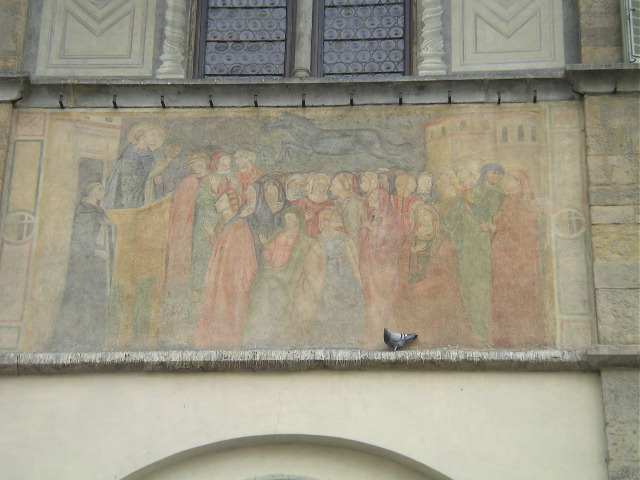
Fresque de la façade de la loggia del Bigallo

Rossello di Jacopo Franchi (Florence, env. 1377 – env. 1456) est un peintre et un enlumineur italien de la Renaissance de l'école florentine perpétuant le style gothique international.

## Biographie
D'abord élève de Lorenzo Monaco, Rossello di Jacopo Franchi  est  inscrit à la corporation des peintres de Florence (Arte dei Medici e Speziali) en 1424 comme un possible élève de Mariotto di Nardo.
Suiveur de Bicci di Lorenzo, il se distingue personnellement par sa minutie et la grâce de ses œuvres.
En 1443, il peint les douze figures des apôtres pour la cathédrale de Florence avec Bicci di Lorenzo et Lippo di Corso et, entre  1446 à 1456, il collabore avec Ventura di Moro aux fresques  de la Vie de saint Pierre sur les arches de la Loggia del Bigallo. Il signe également Saint Blaise au trône, Le Couronnement de la Vierge, et un Couronnement de la Vierge daté et signé.

## Œuvres
- Madonna col Bambino, Museo di arte sacra, Tavarnelle Val di Pesa.
- Incoronazione di Maria, Galleria dell'Accademia de Florence.
- Madonna col Bambino, chiesa di San Vito a Ortimino, conservée au  Museo di Santa Verdiana, Castelfiorentino.
- Madonna col Bambino in trono tra i santi Sebastiano e Giovanni Battista, Giovanni Evangelista e Domitilla (1420/1430), pieve di San Giovanni Evangelista a Monterappoli d'Empoli, conservée au Museo della Collegiata di Sant'Andrea à Empoli.
- Deux fresques de la Vie de saint Pierre avec  Ventura di Moro, arches de la Loggia del Bigallo.
- Madonna col Bambino tra Santa  Lucia e Antonio e angeli.
- La Vierge et l'Enfant en trône entre saint Julien, un évêque et deux saintes, tempera à l'œuf sur panneau bois de  108,5 cm × 54 cm.
- Vierge à l'Enfant (tenant une hirondelle), Cleveland Museum of Art (partie détachée probablement d'un retable polyptyque et recoupée en forme octogonale).
- Madone de l'humilité, tempera.
- Étude de la statue de saint Étienne d'Orsanmichele (commandée à Nanni di Banco puis réalisée par Lorenzo Ghiberti), attribuée à Rossello di Jacopo Franchi par Bernard Berenson en 1938 ; à l'atelier de  Lorenzo Ghiberti  par L. Ragghianti Collobi en 1974 ;  à Fra Angelico par Middeldorf en 1976. Fonds dessins et miniatures du Département des Arts graphiques du Musée du Louvre.
- Saint Bernardin de Sienne, réfectoire de la basilique Santa Croce de Florence.